# Achyranthes avicularis
Achyranthes avicularis är en amarantväxtart som beskrevs av Ernst Meyer. Achyranthes avicularis ingår i släktet Achyranthes och familjen amarantväxter. Inga underarter finns listade i Catalogue of Life.